# Агроклиматология
Агроклиматология или сельскохозяйственная климатология — раздел климатологии, изучающий климат как фактор сельскохозяйственного производства (влияние на сельское хозяйство); раздел сельскохозяйстенной метеорологии, который характеризует взаимоотношения и взаимодействия между климатом и объектами сельского хозяйства (культурными растениями и домашними животными). Предметом изучения является климат применительно к запросам сельского хозяйства.
Агроклиматология тесно связана со многими географическими, геофизическими и биологическими науками (физическая география, общая климатология, физиология, растениеводство и т.д.), используя их достижения и методы исследований, а также с практическими запросами сельского хозяйства. Результаты агроклиматологических исследований уточняют и дополняют сельскохозяйственную оценку климата, а также дают материал для обоснования агротехники.

## История
В Российской империи основоположником климатологии в целом и агроклиматологии как отдельной науки был А. И. Воейков, автор книги «Климаты земного шара, в особенности России», в которой главы 19 и 20 посвящены вопросам агроклиматологии (влиянию климата на сельскохозяйственные культуры и влиянию растительности на климат). Ещё один русский климатолог, А. В. Клоссовский, организовал на юго-западе России сеть станций, на которой впервые стали вестись наблюдения за ростом и развитием сельскохозяйственных растений. За рубежом основоположниками агроклиматологии являются Дж. Ацци (Италия) и Б. Ливингстон (США). В 1932 году на русский была переведена книга Ацци «Сельскохозяйственная экология» о закономерностях в отношениях между сельскохозяйственными растениями и средой их обитания (климатом), в коорой Ацци выполнил  агроклиматическую оценку территории Италии и впервые определил условия произрастания пшеницы в разных климатических зонах. Вопросами влагообеспеченности растений в различных климатических зонах много занимались X. Пенман, Прескотт, С. Торнтвейт, Ф. Милторп и другие специалисты.
В СССР основателем школы агро- и микроклиматологов стал Г. Т. Селянинов, автор работы «К вопросу о классификации сельскохозяйственных культур по климатическому признаку» (1930), в которой впервые рассматривался вопрос об агроклиматических показателях сельскохозяйственных культур. Позже агроклиматологией занимались многие ученики Селянинова, среди которых выделяются П. И. Колосков, Л. Н. Бабушкин, Ф. Ф. Давитая (разрабатывал теорию агроклиматологии, опираясь на исследования культуры винограда), И. А. Гольцберг, С. А. Сапожникова, Д. И. Шашко и другие учёные — в частности, они разрабатывали методику оценки климата. В 1937 году был выпущен «Мировой агроклиматический справочник».
Советскими климатологами были оценены национальные агроклиматические ресурсы и даны характеристики заморозков, засух и суховеев, а также разработаны методы сельскохозяйственной оценки климата; составлены всесоюзные и республиканские агроклиматические справочники (125 томов к 1973 году), данными для которых служили результаты экспериментов и обобщённых наблюдений. П. И. Колосков, работавший на Дальнем Востоке, выработал рекомендации по размещению сельскохозяйственных культур (лён, соя, рис, сахарная свёкла и т.д.), а Р. Э. Давид, автор первого учебника по сельскохозяйственной метеорологии (1936 год), дал первое агроклиматическое районирование юго-востока СССР.
В СССР агроклиматологические исследования проводились в учреждениях Главного управления гидрометеослужбы СССР (ныне Федеральная служба по гидрометеорологии и мониторингу окружающей среды), Всесоюзном институте растениеводства (ныне Всероссийский институт растениеводства имени Н. И. Вавилова) и ряде высших учебных заведений, в которых читались лекции по агроклиматологии (например, Одесский гидрометеорологический институт). В России агроклиматологией занимаются также ряд научных лабораторий, собирающие информацию от разных метеостанций (так, лаборатория самоорганизации геосистем ИМКЭС СО РАН включает базу данных по 29 метеостанциям, входящим в зону южной тайги).

## Задачи и исследования
К задачам агроклиматологии относятся следующие:
- сельскохозяйственная оценка климата и агроклиматическое районирование в целях наиболее рационального размещения сельскохозяйственных культур, сортов, видов и пород домашних животных;
- обоснование отдельных приёмов и комплекса агротехнических мероприятий и их эффективности в данных климатических условиях;
- разработка способов борьбы против неблагоприятных явленияй климата и погоды;
- изучение изменений микроклимата сельскохозяйственных угодий.

Основными направлениями исследований во второй половине XX века являлись следующие:
- разработка теории комплексной оценки агроклиматических ресурсов территории;
- разработка комплексных агроклиматических показателей урожайности ведущих сельскохозяйственных культур;
- научное обоснование наиболее рационального размещения культур и их сортов с учётом различных почвенно-климатических условий;
- обоснование системы агротехнических и мелиоративных мероприятий для устранения последствий неблагоприятных явлений климата (при учёте микроклиматических особенностей полей севооборота);

Важнейшее практическое значение имели и имеют исследования по установлению зависимости роста, развития и урожайности культурных растений от основных климатических факторов — так называемых агроклиматических показателей (суммы температур, характеризующие потребность в тепле за период вегетации; количество влаги для получения урожая и т.д.). Исследование распределения агроклиматических показателей по территории с учётом их повторяемости в длинном ряде лет (от 60 до 80) в конкретных районах позволяет установить степень соответствия потребностей сельскохозяйственных культур и их сортов климатическим условиям. Агроклиматические разработки важны для долгосрочных агрометеорологических прогнозов роста и развития сельскохозяйственных культур, а также при обосновании мер борьбы против опасных метеорологических явлений и при защите растений от вредителей и болезней. Использование своевременно полученной информации позволяет свести к минимуму неблагоприятные климатические явления путём системы раннего предупреждения.

## Современная климатология
Современные климатологи используют адаптивные математические модели, алгоритмы и программы поэтапного прогнозирования агрометеорологических факторов, а также составляют разные агрометеорологические прогнозы и сценарии. В частности, зарубежными климатологами установлена взаимосвязь между почасовыми экстремальными осадками и перепадами температур (исследования на примере речных бассейнов Китая с 1991 по 2001 и с 2002 по 2012 годы); проведены моделирование климатических сценариев повышения температуры на 10 и 20 градусов соответственно (аномальная жара); определены наиболее климатически чувствительные к температуре и количеству осадков сельскохозяйственные культуры (на примере риса).
В России с помощью современной техники (имитационно-моделирующие комплексы и комплексные данные) возможно создание новых подходов в агроклиматологии. Так, система ИПС ВНИИСХМ с помощью метода численного мониторинга составляются прогнозы урожайности и оценки условий произрастания сельскохозяйственных культур в автоматизированном режиме; совместно с немецкими учёными разработана гибридная модель YIELDSTAT для получения пространственно-временной оценки регионального изменения климата и урожайности сельскохозяйственных культур (например, озимые рожь, ячмень, пшеница или рапс, кукуруза на силос). Также разработаны системы КСЭЭОПР (оптимизация производства продукции растениеводства), AGROTOOL (расчёт динамики продукционного процесса сельскозозяйственных культур) и AGROSIM (воздействие изменения климата на накопление биомассы и урожайности на основе физиологии растений).